# Chiesa di Santa Maria in Vivario
La chiesa parrocchiale di Santa Maria in Vivario è un luogo di culto cattolico di Frascati, in provincia di Roma, nella Sede suburbicaria di Frascati. Fu per 150 anni (1538-1680) cattedrale della diocesi.
La chiesa sorse attorno al XII secolo sui resti di una struttura della villa romana attribuita a Lucullo. Nel 1296 vennero effettuati i primi lavori di restauro, e nel 1305 fu eretto il famoso campanile romanico posto sul retro della chiesa.
L'11 maggio 1495 la chiesa venne riconsacrata dopo i lavori di restauro finanziati dagli Estouteville, allora feudatari di Frascati. L'11 gennaio 1538 papa Paolo V consacrò personalmente la chiesa come cattedrale della diocesi di Frascati, e il titolo passò all'attuale cattedrale di San Pietro solo nel 1680.
In concomitanza con la peste del 1656, vennero rinvenute presso la chiesa due immagini di san Sebastiano e san Rocco, che il 28 gennaio 1656 vennero proclamati protettori di Frascati. Fu allora che la chiesa venne ribattezzata in onore di san Rocco, tanto che oggi i due nomi di santa Maria in Vivario e san Rocco coesistono per indicare la stessa chiesa. 
Nel 1740 l'abside venne chiusa, per le infiltrazioni d'acqua dal tetto; venne riaperta solo durante i restauri del 1879.
Distrutta dai bombardamenti dell'8 settembre 1943, la chiesa è stata ricostruita nel 1958 e restaurata entro il 1962. Dal 1992 è agibile la cripta sotterranea. Nel 1994 alcuni ladri sacrileghi hanno colpito il luogo di culto.